# Soubès
Soubès é uma comuna francesa na região administrativa de Occitânia, no departamento de Hérault. Estende-se por uma área de 12,35 km². Em 2010 a comuna tinha 933 habitantes (densidade: 75,5 hab./km²).